# Huitzmaloc
Huitzmaloc är en ort i Mexiko.   Den ligger i kommunen Ajalpan och delstaten Puebla, i den sydöstra delen av landet, 250 km öster om huvudstaden Mexico City. Huitzmaloc ligger 1 398 meter över havet och antalet invånare är 1 376.
Terrängen runt Huitzmaloc är bergig åt sydost, men åt nordväst är den kuperad. Terrängen runt Huitzmaloc sluttar brant österut. Runt Huitzmaloc är det ganska tätbefolkat, med 100 invånare per kvadratkilometer. Närmaste större samhälle är Tecpantzacoalco, 10,7 km väster om Huitzmaloc. I omgivningarna runt Huitzmaloc växer huvudsakligen savannskog.